# リストバンド

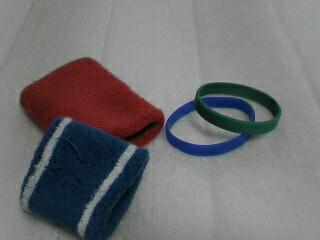
綿製のリストバンド(左)と、シリコン製のリストバンド(右)

リストバンド（wristband）とは、テニスや野球などのスポーツの際や、ファッションとして手首に着ける装飾品である。ブレスレットの一種である。

## スポーツにおいてのリストバンド

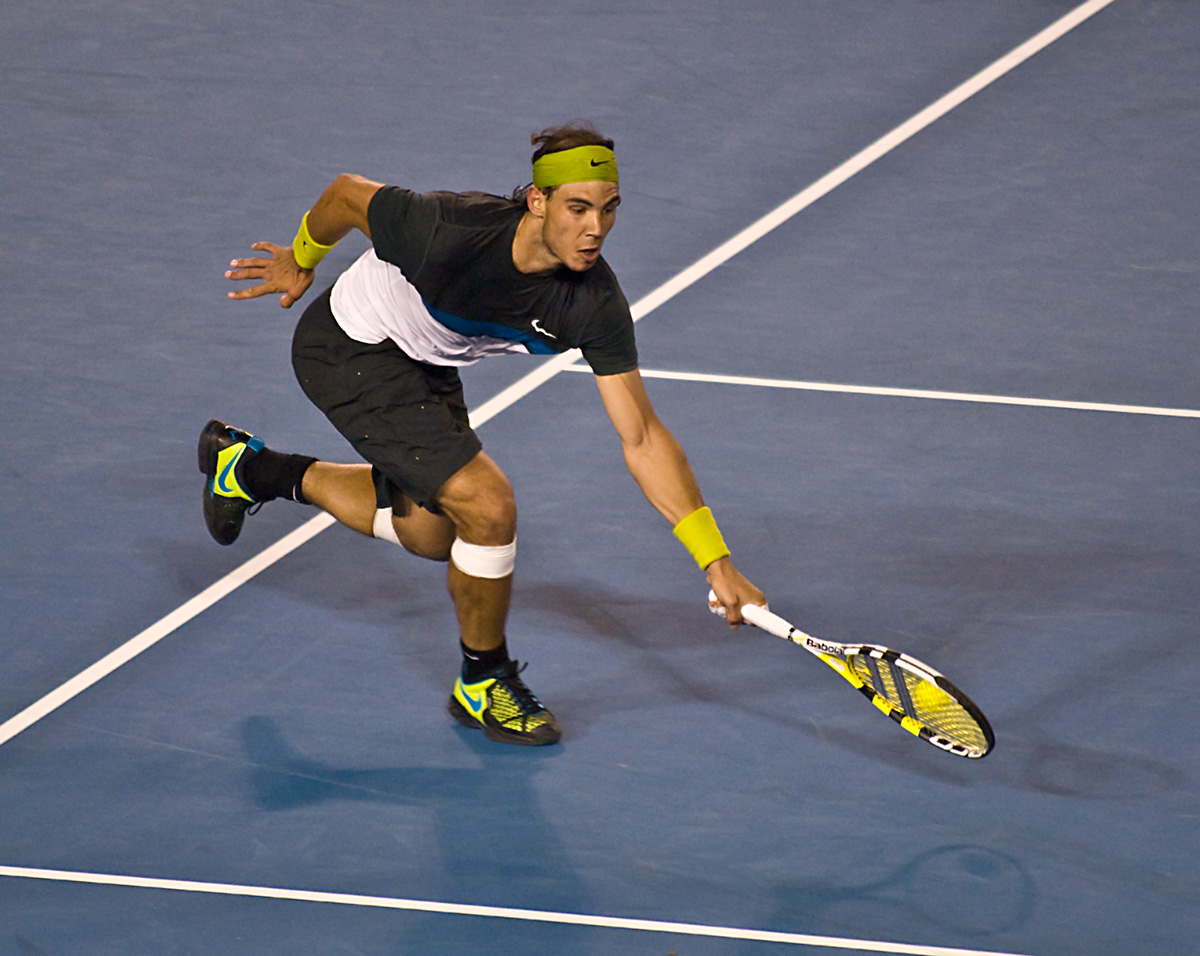
黄色のリストバンドを着けてテニスをするラファエル・ナダル

スポーツにおけるリストバンドは、テニスプレイヤーが、試合中に汗が手に流れ、手がすべることを防ぐために作られたものである。また、とっさに額の汗を拭う際にも使われることが多い。そのため、スポーツ用のリストバンドは、普通は綿製である。また、野球ではテニスほどリストバンドが必要とされることはないが、選手の自己アピールとして、様々な色のリストバンドを装着している（日本プロ野球では、掛布雅之が初めて着けたとされる）。
なお、トレーニング用にウエイトを装着できるようにしたリストバンドもあり、リストウエイトと呼ばれる。

## ファッションにおけるリストバンド
ファッションにおけるリストバンドの場合、スポーツ同様の綿製のものと、シリコン製のものがある。布製のものは、ファッション性豊かであり、様々な色、模様や文字をプリントすることができる。シリコン製のものは、綿製のものに比べて細い場合が多い。また、布製の物と比べ、複雑な柄をつけることはできないが、単色や2色のみというシンプルなデザインや文字によるメッセージを彫ることで、近年若者を中心に人気である。

## リストバンドによるプロジェクト
近年、シリコーン樹脂製のリストバンドに色、彫られたメッセージや記号を入れたものが販売されるようになった。
目的は様々である。売上金の一部を社会問題などの解決の為の寄付金とするものもあるが、全てのリストバンドが寄付を伴うわけではない。特定の社会問題などに対する関心や問題意識を高めることのみを目的としたものもある。これはリストバンドを通し、様々な人、特に社会問題への意識が希薄な若年層に、そうした問題について考えてもらうこと、意識してもらうことを目的としていると思われる。

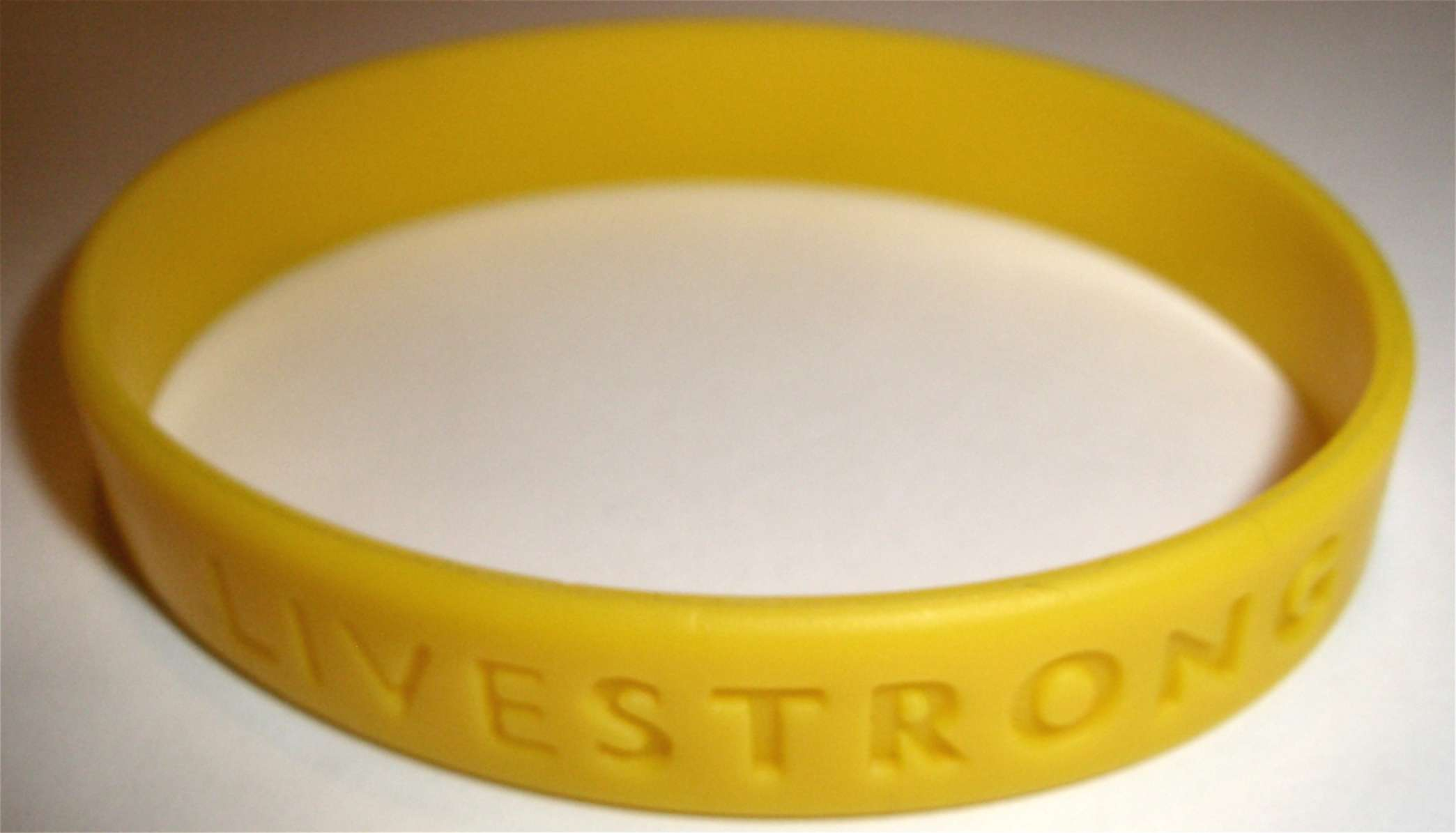
LIVESTRONGプロジェクトのリストバンド

この種のリストバンドの流行の火付け役となったプロジェクトとしては「LIVESTRONG」プロジェクトが有名である。同プロジェクトは、精巣腫瘍（癌）から復活しツール・ド・フランスを7連覇した（ただしドーピングが発覚して後に成績抹消された）ランス・アームストロング率いる「ランス・アームストロング財団」が、癌撲滅運動のための資金集めを目的として、2003年にナイキとタイアップし始めた。小野伸二など、ナイキと契約を結ぶ多くのスポーツ選手がこの運動に賛同し、同プロジェクトの黄色のリストバンドを身につけたことから、同プロジェクトは一気に世界的に有名になった。
最近では、この「LIVESTRONG」に追随して多くの類似プロジェクトが立ち上がっており、特にホワイトバンドプロジェクトが有名である。以下は、リストバンドの色、訴える目的の例である。
- 白　貧困撲滅（ホワイトバンド）
- 赤　心臓病患者支援
- 水色　津波被害者支援
- 青　児童虐待撲滅運動
- 黄　癌撲滅運動（LIVESTRONG）
- 紫　気管支喘息、肺病の研究
- 桃色　乳癌研究、支援（ピンクリボン）
- オレンジ 認知症サポーター（オレンジリング）
- 橙　タバコの副流煙による、癌の危険性
- 虹色　反ホモフォビアとLGBT受容運動
- 白と黒の二連　反人種差別